# Curiosche Windmühle

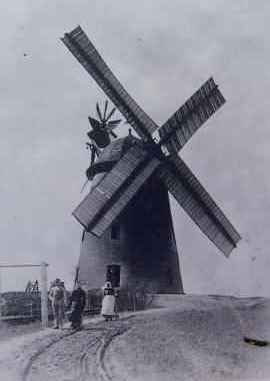
Die als Holländerwindmühle wiederaufgebaute Curiosche Windmühle, auf dem Bild ist auch Erich Curio, der Sohn des letzten Müllers zu sehen.

Die Curiosche Windmühle war eine Windmühle im heute zur Stadt Magdeburg gehörenden Westerhüsen.

## Geschichte
Die Mühle war 1830 von Johann Grabau (* 29. Januar 1792; † 20. Oktober 1862), dem Besitzer des Hofes Kieler Straße 9, auf einem Hügel des Grundstücks der heutigen Holsteiner Straße 13 errichtet worden. 1838 wurde östlich der Mühle die Bahnstrecke Magdeburg–Leipzig gebaut, wobei die Bahntrasse den Zufahrtsweg zur Mühle durchschnitt. Der Müller erhielt hierfür eine Entschädigung in Höhe von 600 Talern. Sein Sohn August Grabau erbte dann 1866 sowohl die Mühle als auch den Hof. Während August Grabau den Hof bewirtschaftete, betrieb sein unverheirateter und mit in seinem Hause lebender Bruder Friedrich Grabau (* 22. März 1827) die Mühle. Friedrich Grabau verstarb am 15. Mai 1913 an einem Herzschlag am Grab seiner Geschwister. Bereits 1869 erwarb jedoch der Müller der Schiffsmühle Westerhüsen Andreas Curio für die Abfindung aus der Veräußerung und späteren Stilllegung der Schiffsmühle von Friedrich Grabau die Mühle. Allerdings brannte sie im Juni 1875 nieder. An der Stelle der alten Mühle wurde von Christian Curio für 35.000 Mark eine massive Holländerwindmühle gebaut. Die Bauerlaubnis wurde am 20. August 1875 erteilt. Diese moderne Mühle hatte drei Mahlgänge und einen Kornreinigungsgang. Die Mühle erreichte bei einem unteren Durchmesser von 10,5 Meter eine Höhe von 14,5 Meter. Mit Hilfe einer Windrose drehte sich die Haube der Mühle automatisch in den Wind.
1892 errichtete Karl Fischer in der Nähe der Mühle die heute noch bestehende Fischersche Villa. Curio wehrte sich gegen den Bau, da das Haus mit einer Entfernung von nur 68 Metern seiner Ansicht nach zu nah an der Mühle stand. Das Landratsamt Wanzleben wies den Einspruch ab, da die Mühle sich auf einem höher gelegenen Standort befand.
Der Sohn Christian Curios, Erich Curio arbeitete in der Mühle mit. 1895 baute er in der heutigen Thüringer Straße 3 ein Haus und betrieb dort eine Bäckerei.
Christian Curio veräußerte die Mühle 1905 gemeinsam mit dem Grundstück Alt Westerhüsen 163 an den Schönebecker Fleischermeister Albert Queer und verzog in das Casino nach Salbke, wo er am 4. Dezember 1912 verstarb. Queer ließ die Windmühle noch im Jahr 1905 abbrechen. Die Inneneinrichtung der Windmühle wurde nach Mecklenburg verkauft. Die im Bereich nördlich der Welsleber Straße bestehende Flurbezeichnung Das kleine Feld zur Windmühle geht möglicherweise auf diese Mühle zurück.
Auch das aus dem Jahr 1775 stammende Wohnhaus Alt Westerhüsen 163 wurde von Queer abgebrochen. Die hieraus gewonnenen 70.000 Steine wurden an den Salbker Gärtnereibesitzer Ast verkauft, der damit seine Wirtschaftsgebäude in Salbke zwischen der heutigen Blumenberger Straße und Friedhofstraße errichtete. An der Stelle des Wohnhauses entstand das Dietsche Kaufhaus welches am 17. April 1945 durch eine Bombe zerstört wurde.